# Giuliano Tommasuolo
Giuliano Maria Tommasuolo (* 18. Mai 1842 in Neapel; † 19. Juli 1918) war ein italienischer römisch-katholischer Geistlicher und Weihbischof in Neapel.

## Leben
Giuliano Tommasuolo wurde 1864 zum Subdiakon und im Jahr darauf zum Diakon geweiht. Am 26. Mai 1866 empfing er das Sakrament der Priesterweihe für das Erzbistum Neapel.
In seiner Heimatstadt war er seelsorgerisch im Stadtteil Chiaia tätig. Zu seinen seelsorgerischen Aufgaben gehörte auch die Betreuung der Armen im monumentalen Real Albergo dei Poveri. Während der Choleraepidemie in Neapel 1884 betreute er die Kranken in den Stadtvierteln Chiaia, San Ferdinando und Montecalvario. Als Priester war er unter anderem im Schwesternkloster der Kirche San Giuseppe dei Ruffi tätig.
Am 6. Dezember 1906 ernannte ihn Papst Pius X. zum Titularbischof von Hephaestus und zum Weihbischof in Neapel. Der Präfekt der Studienkongregation, Francesco di Paola Kardinal Satolli, spendete ihm am 16. Dezember desselben Jahres die Bischofsweihe; Mitkonsekratoren waren der Sekretär der Heiligen Ritenkongregation, Kurienerzbischof Diomede Panici, und der Erzbischof von Manila, Jeremiah James Harty.
1908 wurde er zum Kanoniker der Kathedrale von Neapel ernannt. Ab 1911 stand er dem der Kirche unterstehenden Krankenhaus der Incurabili in Neapel vor.